# Font de la plaça Major (Balsareny)
La Font de la plaça Major és una obra del municipi de Balsareny (Bages) inclosa en l'Inventari del Patrimoni Arquitectònic de Catalunya.

## Descripció
La font s'assenta sobre una base de pedra, enlairada sobre el paviment, formant una plataforma circular que fa de pica. D'aquí arrenca una columna prismàtica de vuit cares, de ferro colat, amb motllures als angles fins a una alçada d'un metre aproximadament. Un peveter, decorat amb cadenes, rostres de personatges de factura clàssica i una imitació de flames, corona la font.

## Història
La font commemora la gesta de l'arribada d'aigua, a partir del Llobregat, a la població. Aquest fet s'esdevingué sota la iniciativa de l'alcalde Escalé. L'aigua era conduïda a dues fonts. Aquesta font, aixecada l'any 1903, es va treure del lloc original i s'hi restablí l'any 1980.